# Gammer
Gammer, de son vrai nom Matt Lee, est producteur et disc jockey de UK hardcore britannique.

## Biographie
Gammer commence initialement sa carrière musicale en tant que compositeur de hard dance avant de changer d'orientation musicale pour celle de la techno hardcore. Il a également composé de nombreuses compositions différant du UK hardcore sous le surnom de Matt Lee. Un morceau en particulier, intitulé Go, attirera l'attention du DJ de hard dance Andy Whitby et, par conséquent, Gammer est embauché au label AWsum.
Gammer fait ses premières apparitions dans la scène techno hardcore durant 2002 et a depuis gagné en notoriété ; il est mieux connu pour sa large palette de compositions qu'il a diffusé au label Essential Platinum. Une grande majorité de ses compositions au label viennent à l'origine de collaborations avec le fondateur du label Dougal, bien qu'il ait déjà composé en solo dans son propre label, Muffin Music. Il compose également avec d'autres artistes du genre tels que Hixxy et Darren Styles. Gammer est considéré comme l'un des artistes majeurs de la scène UK hardcore. Parmi ses nombreux EP qu'il a diffusé, ses compositions apparaissent également dans de nombreux albums comme, entre autres, les célèbres compilations Bonkers.
En 2006, il publie le morceau A New Feeling, un morceau qui le verra récompensé « meilleur morceau de l'année » aux Hardcore Heaven Awards. En avril 2007, Gammer fonde son propre label, Muffin Music, et diffuse un mix promotionnel à cette occasion. Entre 2008 et 2012, Gammer est récompensé « DJ hardcore de l'année », un prestige qui avait été auparavant remporté par Darren Styles. En 2010, Gammer et Dougal sont récompensés comme meilleurs compositeurs hardcore.
En 2016, il participe aux côtés de Darren Styles à la 20e édition de l'Electric Daisy Carnival à Las Vegas. Les deux artistes seront d'ailleurs en têtes d'affiche de l'événement Darren Styles b2b Gammer le 18 mars 2017. Entretemps, Gammer est signé au label Monstercat.